# Mandulisz
Mandulisz alsó-núbiai eredetű napisten. Gyakran ábrázolták férfiként, fején koronával. Később, a Ptolemaiosz-korban sokszor oroszlán alakjában, vagy kisgyerek képében, lótuszon ülve is feltűnik.
Legfőbb temploma Kalabsában, Alsó-Núbiában állt, ahonnan  az Asszuáni-gát építésekor a gát közelébe szállították át és építették újjá. Felső-Egyiptomban, többek között Philai-ban szintén tisztelték.

## Külső hivatkozások
- A Kalabsai templom Google Maps-en